# Jacqueline Bonnamour
Pour les articles homonymes, voir Bonnamour.
Jacqueline Bonnamour, née Garreau le 24 mars 1924 à Paris 15e et morte le 25 janvier 2020 à Pouilly-en-Auxois en Côte-d'Or, est une géographe et universitaire française. Elle est professeure à l'université Paris 1, directrice de l'École normale supérieure de Fontenay-aux-Roses puis de l'École normale supérieure de Fontenay-Saint-Cloud.

## Biographie
Jacqueline Garreau est élève à l'École normale supérieure de Fontenay-aux-Roses (1943), et elle obtient l'agrégation de géographie en 1949. Elle enseigne dans l'enseignement secondaire, puis en classes préparatoires au lycée Jules Ferry à Paris. Elle soutient une thèse d'État intitulée Le Morvan, la terre et les hommes : essai de géographie agricole en 1965 et une thèse complémentaire en 1966, intitulée Structures familiales et système de culture, sous la direction de Jacqueline Beaujeu-Garnier. Elle obtient un poste de professeure à l'université de Rouen puis à l'université Paris 1, où elle succède à Aimé Perpillou comme titulaire de la chaire de géographie rurale au sein de l'Institut de géographie.

## Activités institutionnelles et de recherche
Elle publie en 1965 sa thèse sous l'intitulé Le Morvan, la Terre et les Hommes. Essai de géographie agricole.
Elle est nommée directrice de l'École normale supérieure de Fontenay-aux-Roses en 1975, puis elle dirige l'École normale supérieure de Fontenay-Saint-Cloud de 1985 à 1990, années durant lesquelles elle contribue à « instaurer la mixité du concours et de l’École ». Elle est élue membre correspondant (1976), puis membre titulaire (1995) de l'Académie d'agriculture. Elle dirige la revue L'Information géographique et préside l'Association des professeurs d’histoire et de géographie entre 1972 et 1974.

## Publications
- Le Morvan, la terre et les hommes, essai de géographie agricole, Paris, PUF, 1965
- (dir.) Étude géographique des exploitations agricoles: réflexion et propositions méthodologiques, Paris: Laboratoire associé de géographie humaine de l’Institut de géographie, Université Paris I - ENS de Fontenay-aux-Roses, 1972
- Géographie rurale : méthodes et perspectives, Paris, Masson, 1973
- Quelles recherches aujourd'hui pour les campagnes de demain ? aménagement rural et recherche géographique, avec Béatrice Vélard, Fontenay-aux-Roses, Ed. ENS, 1996
- Géographie rurale : position et méthode, Masson, 1993  (ISBN 978-2-225-36950-6)[11]
- Du bonheur d'être géographe, Fontenay-aux-Roses, ENS Éditions, 2000  (ISBN 2-902-12675-1)

## Hommages et distinctions
- Chevalière de la Légion d'honneur[1]
- Officière de l'ordre national du Mérite[1]
- Commandeur de l'ordre des Palmes académiques[1]
- Officier de l'ordre du Mérite agricole[1]
- La résidence étudiante Bonnamour du site Descartes de l’ENS de Lyon est nommée en son honneur[8]